# Clase Chidori
La clase Chidori fue una clase de torpederos compuesta de cuatro unidades, que sirvieron en la Armada Imperial Japonesa durante la segunda guerra sino-japonesa y la Segunda Guerra Mundial. Tan sólo uno de ellos no fue hundido en combate.
En un intento de dotar de armamento pesado a buques de desplazamiento reducido, en los clase Chidori se consiguió aligerar el peso de la estructura, pero no del armamento, que seguía siendo compacto y pesado. Ello contribuía a crear una nave inestable, con un centro de gravedad demasiado alto, y es que la potencia de fuego de los Chidori, en teoría unos simples torpederos, era comparable a la de un destructor de escolta.
Sin embargo, el incidente Tomozuru de 1934 obligó a rediseñar no solo toda la clase Chidori, sino los diseños navales en construcción en ese momento, y marcó pautas para los futuros, con el fin de evitar la inherente inestabilidad de los buques japoneses, sobrecargados de armamento.

## Torpederos de la clase Chidori
| Nombre    | Botado                  | Destino                            |
| Chidori   | 1 de abril de 1933      | Hundido el 22 de diciembre de 1944 |
| Manazuru  | 11 de julio de 1933     | Hundido el 1 de marzo de 1945      |
| Tomozuru  | 1 de octubre de 1933    | Hundido el 24 de marzo de 1945     |
| Hatsukari | 19 de diciembre de 1933 | Desguazado en 1948                 |